# Шамол
Шамол (фр. Chamole) насеље је и општина у источној Француској у региону Франш-Конте, у департману Јура која припада префектури Лон ле Соније.
По подацима из 2011. године у општини је живело 171 становника, а густина насељености је износила 29,58 становника/km². Општина се простире на површини од 5,78 km². Налази се на средњој надморској висини од 500 метара (максималној 606 m, а минималној 450 m).

## Демографија
| 1962. | 1968. | 1975. | 1982. | 1990. | 1999. | 2011. |
| ----- | ----- | ----- | ----- | ----- | ----- | ----- |
| 123   | 125   | 122   | 119   | 119   | 142   | 171   |

График промене броја становника у току последњих година